# Sanjaco
Sanjaco ou sanjaque, (em turco otomano: سنجاق, em turco:  sancak, pron. sánjaq; lit.: 'bandeira', 'estandarte', 'insígnia', ) era uma das subdivisões administrativas de um vilaiete,  no Império Otomano, correspondendo aproximadamente a um distrito. 
O termo "sanjaco" pode  designar também o governante ou administrador de um sanjacato.
Em árabe os sanjacos eram chamados de liwas.

## História

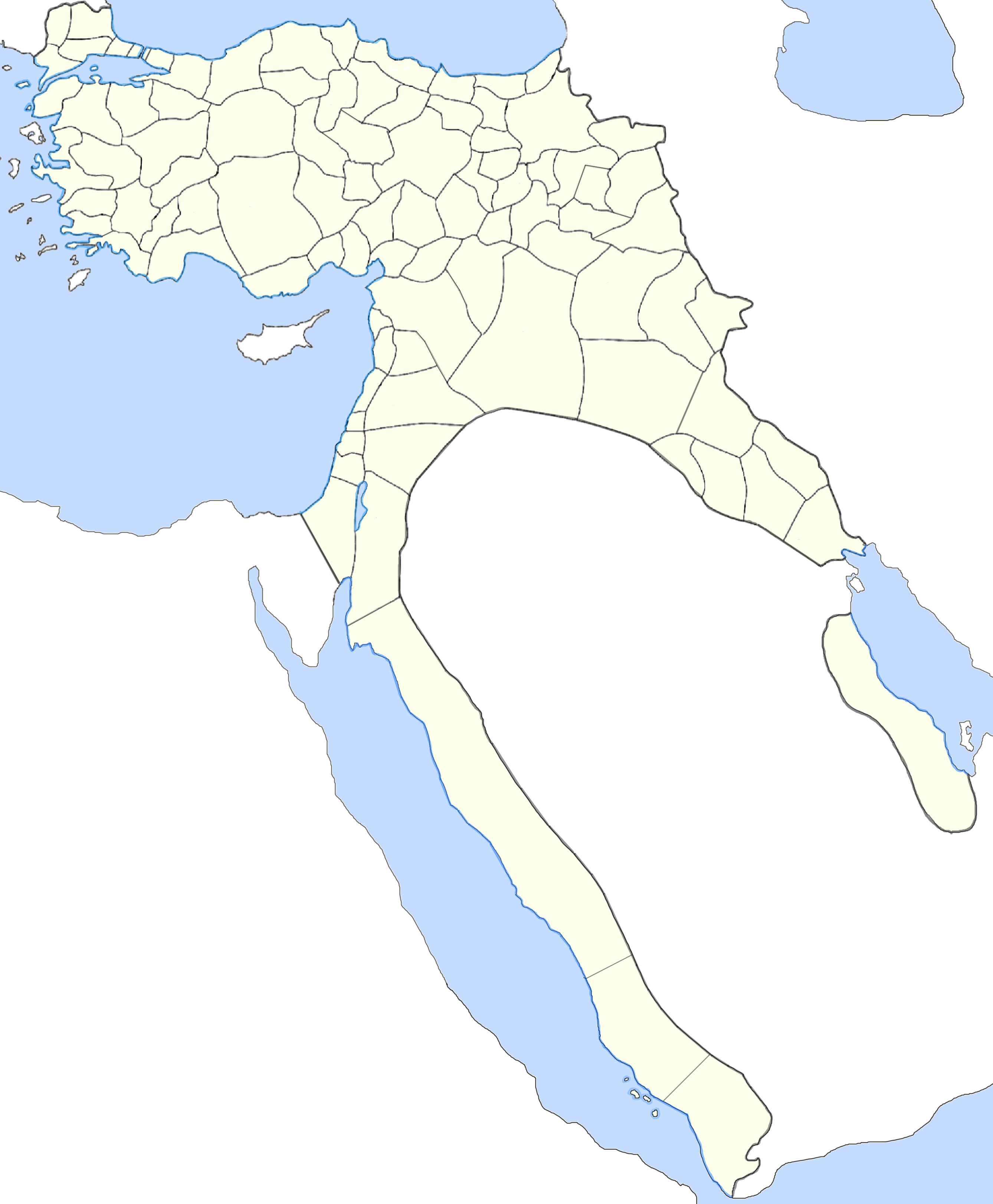
Sanjacos do Império Otomano (1914).

Os sanjacos eram originalmente as subdivisões de primeira grandeza do Império Otomano. Surgiram na metade do século XIV como distritos militares que faziam parte de um sistema militar-feudal. Além de um exército profissional pago, o exército otomano tinha unidades de cavalaria (cujos homens eram chamados de sipaios) que executavam serviços militares em troca de terras concedidas pelo sultão; essas propriedades eram chamadas de zaim ou zeamet, no caso das maiores, e timar, quando fossem menores. Os sipaios se apresentavam para as guerras de acordo com o sanjaco no qual viviam, e eram liderados por um oficial chamado de "sanjaco-bei" ou "sanjaco-begue" (Sanjak-beg ou sançak bey), equivalente aproximado a um governador de distrito.
No fim do século XIV, com a formação de novas divisões de primeira grandeza no Império, denominadas beilerbeilhiques (posteriormente vilaietes), os sanjacos passaram a ser divisões de segundo nível. O número de sanjacos no Império variou  muito ao longo dos séculos; as reformas do Tanzimat, ocorridas no século XIX, fizeram com que o número escalasse para mais de 400, porém costumeiramente oscilava em torno de 150.
Nem todos os sanjacos faziam parte de uma província; alguns estavam em áreas recém conquistadas e que ainda tinham de ser designadas a uma província específica, enquanto outras, como Bengazi e Çatalca, permaneceram independentes do sistema de províncias, com seus líderes prestando contas diretamente à Sublime Porta.
O nome contemporâneo da região balcânica de Sanjaco deriva do seu status anterior, à época do Império Otomano, quando a região correspondia ao Sanjacato de Novi Pazar.